# Värmland (kraina)
Värmland, Wermelandia – historyczna prowincja w środkowej Szwecji, pierwotnie część kraju Götaland, od roku 1815 w kraju Svealand. Graniczy z Norwegią oraz ze szwedzkimi prowincjami: Västergötland, Dalsland, Dalarna, Västmanland i Närke.
Tradycyjne prowincje Szwecji nie pełnią administracyjnych czy politycznych funkcji. W większości obszar prowincji wchodzi w skład regionu Värmland, z wyjątkiem niewielkich fragmentów na wschodzie i południu, które należą odpowiednio do regionów Örebro oraz Västra Götaland.
Nazwa Värmlandu wiąże się z nazwą jeziora Värmeln i pochodzi od dawnej nazwy przepływającej przez nie rzeki *Værma (rzeka „ciepła”), dziś znanej jako Borgviksälven, która wpływa do Wener, największego jeziora Szwecji. Nazwa Värmland oznacza krainę ludzi żyjących nad rzeką Værma.
Na terenie prowincji zachowały się kurhany i znaleziska archeologiczne z wczesnego średniowiecza. Jak podaje historyk i poeta Snorri Sturluson w dziele Heimskringla, do Värmlandu uciekł król Olof Trätälja z dynastii Ynglingów (VII/VIII w.). Za nim przybyć miało tam wielu Szwedów, którzy uciekali przed okrutnymi rządami Ivara Vidfadme ("Podróżnika"). Według sag, nadmiar osadników w Värmlandzie spowodował głód, za który oskarżono Olofa. Król został złożony Odynowi na ofiarę, a władzę przejął jego syn Ingjald. Drugi syn Olofa, Halvdan, został królem w Norwegii i wówczas Värmland związał się z Norwegią.

## Książęta Värmland
Od 1772 roku, książęta (od 1980 również księżniczki) Szwecji otrzymują tytuł księcia szwedzkiej prowincji:
- Karol Adolf, książę Värmland (1798);
- Gustaw V (od urodzenia w 1858 aż do wstąpienia na tron w 1907);
- Karol Filip, książę Värmland (1979–);